# Marek Wodyński
Marek Wodyński herbu Kościesza (zm. przed 19 kwietnia 1646 roku) – kasztelan podlaski w latach 1634–1646, podkomorzy drohicki w latach 1628–1634, starosta nurski w latach 1643–1646, starosta drohicki w 1643 roku.
Poseł na sejm 1628 roku. Jako senator wziął udział w sejmach: 1635 (I), 1635 (II) i 1642 roku.
Był elektorem Władysława IV Wazy z województwa podlaskiego w 1632 roku.
Marek był synem Jana, wnukiem Mikołaja. Z małżeństwa z Heleną Zamoyską miał czworo dzieci.